# Wiesmoor
Wiesmoor est une ville de Basse-Saxe, en Allemagne, située dans l'arrondissement d'Aurich. La commune a été fondée en 1922.
Cette ville est située à la pointe sud-est de l'arrondissement d'Aurich. Avec 13 372 habitants pour 82,99 km², Wiesmoor est peu densément peuplée par rapport aux autres villes de Frise orientale. C'est d'ailleurs la deuxième plus petite en nombre d'habitants, après Esens.
Jusqu'à la fin du XVIIIème siècle, ce territoire était totalement inhabité, car il faisait partie du marais central de Frise orientale et constituait donc une barrière naturelle entre les comtés d'Auricherland et d'Östringen. Ce n'est qu'à partir de 1780 que certaines parties de l'agglomération actuelle ont été peuplées de manière durable. Le développement urbain s'est fait de l'extérieur vers l'intérieur, ce qui signifie que les localités situées à la périphérie de la ville sont nettement plus anciennes que le centre-ville lui-même.
Si Wiesmoor est la plus jeune ville de Frise orientale et l'une des plus jeunes villes de Basse-Saxe, c'est aussi la seule agglomération de Frise orientale à avoir un passé industriel : concrètement il 'agit de l'exploitation à grande échelle de la tourbe qui a débuté en 1906.
Pendant une soixantaine d'années, Wiesmoor a produit de l'électricité en brûlant de la tourbe. L'ancienne centrale électrique produisait également, par cogénération, de la chaleur utilisée pour la culture de plantes, notamment de fleurs, ce qui lui a valu le nom de ville des fleurs. La ville est reconnue comme station climatique depuis 1977 ; le tourisme y est une activité économique majeure, tout comme l'horticulture et l'industrie laitière. Il existe également un certain nombre d'entreprises industrielles.
Du fait de son jeune âge, la ville ne compte que peu de monuments historiques, contrairement à d'autres villes de Frise orientale. On trouve toutefois sur le ban communal quelques fermes à gulf, architecture typique de la région.

## Toponymie
La ville tire son nom d'une zone marécageuse qui apparaît pour la première fois sous ce nom sur une carte en 1778 et désigne la partie centrale des tourbières de la Frise orientale. Il existe plusieurs hypothèses sur l'origine du nom de la ville. Il est probable que la région ait été associée aux communes voisines de Wiesede et Wiesedermeer.

## Géographie
Wiesmoor est située au centre de la région historique de Frise orientale, à 30 km de la mer du Nord.
L'agglomération de Wiesmoor se trouve dans la partie centrale du marais du centre de la Frise orientale. Ce marais se trouve sur une crête, la crête géologique de l'Oldenbourg et de la Frise orientale, qui s'étend du nord-ouest au sud-est.
Au cours des derniers millénaires, la tourbière s'est formée sur une moraine de fond après la glaciation de la Saale et présentait vers 1900 des couches de tourbe atteignant une épaisseur huit mètres. Au début du XXe siècle, la tourbière s'étendait sur une surface de 100 kilomètres carrés. La majeure partie de cette surface est aujourd'hui recouverte par la ville de Wiesmoor. Dans les zones périphériques de la ville, on trouve encore aujourd'hui quelques petites surfaces de tourbières ombrotrophes isolées qui ont été épargnées par l'urbanisation.
La commune a été construite à une altitude comprise entre 10,6 et 14 mètres. Après le drainage, par le canal Nordgeorgsfehn, elle se situe aujourd'hui en moyenne à 11 mètres au-dessus du niveau de la mer.
Wiesmoor est à la frontière de trois arrondissements :  À l'est, la ville est limitrophe de la commune de Friedeburg (arrondissement de Wittmund), au sud la commune d'Uplengen  et Firrel dans l'arrondissement de Leer. À l'ouest, se trouve la commune de Großefehn, au nord le quartier de Brockzetel  de la ville d'Aurich.
|           | Aurich   |            |
| Großefehn | Wiesmoor | Friedeburg |
| Firrel    | Uplengen |            |

## Histoire

### Première occupation auXVIIIesiècle
En 1744, la Frise orientale fut rattachée à la Prusse. Frédéric le Grand, très intéressé, pour des raisons essentiellement fiscales, par la mise en culture de terres jusqu'alors inexploitées, fait construire de nouvelles digues et de nouveaux polders et crée de nouvelles colonies dans les marais frison. Un édit  de 1765, transfère à l'État toutes les surfaces de landes n'appartenant pas encore à des agriculteurs locaux.
Dans les décennies suivantes, ce sont environ 80 établissements qui sont fondés, dont trois sur le territoire de la commune actuelle : Voßbarg (1780), Wiesederfehn (1796) et Zwischenbergen (1810), le dernier village à une époque où la région avait été rattachée aux Pays-Bas, à la suite des guerres napoléoniennes.

### Industrialisation et création de la centrale électrique
Au début du XXe siècle, un projet est élaboré pour exploiter la tourbe de cet endroit de façon industrielle. Des machines vont être utilisées à Wiesmoor. On amène sur place des engins de travaux publics comme les locomobiles, qui sont suffisamment de stables pour œuvrer sur le sol marécageux, et des excavateurs à godets ainsi que d'autres excavateurs.
Le chef de ce projet est le conseiller privé prussien et futur secrétaire d'État Eberhard Ramm du ministère de l'agriculture et des forêts, qui donna plus tard son nom au quartier de Rammsfehn. Il convainc l'industriel Carl Friedrich von Siemens de l'intérêt de construire une centrale électrique à tourbe. Après des forages d'essai, un site est finalement choisi dans l'actuel centre-ville de Wiesmoor. Il n'est pas rentable à l'époque d'extraire la tourbe et de la transporter ailleurs pour produire de l'électricité. Pour construire la centrale, il fallait toutefois auparavant drainer le terrain.

Le canal Nordgeorgsfehn, déjà creusé, en 1891, jusqu'au village de Neudorf (commune d'Uplengen), est prolongé à cet effet entre 1906 et 1922, afin d'assurer la jonction entre la Jümme, affluent de la Leda et le Ems-Jade-Kanal. Les premiers habitants permanents arrivent sur le site en 1907, pour participer à la construction de ce canal. Un bureau de poste est ouvert en 1908. En 1909, la centrale électrique interurbaine de Wiesmoor est mise en service, après deux ans de travaux, par Siemens Elektrische Betriebe. Elle est reprise en 1921 par la Nordwestdeutsche Kraftwerke AG (NWK). 

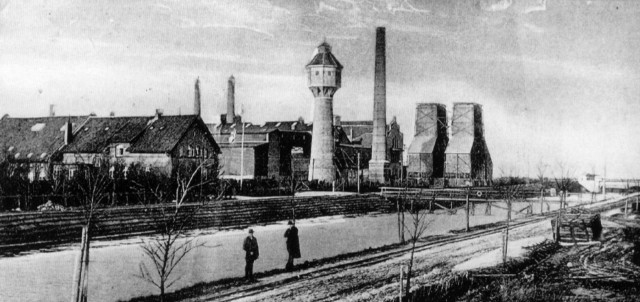
Centrale électrique à tourbe en 1910

La construction puis l'exploitation de la centrale électrique ainsi que l'extraction de tourbe nécessaire à son fonctionnement créaient des emplois durables. La construction d'une première école est achevée en 1913, premier signe visible de la croissance de la ville. Le nombre d'habitants de Wiesmoor passe de 151 en 1914 à 383 en 1919 et à 686 en 1923. Pendant la Première Guerre mondiale, des prisonniers de guerre sont employés à divers travaux, comme l'aménagement d'un cimetière. Ils remplacent aussi des ouvriers de la centrale appelés sous les drapeaux.
Les communes de Wiesmoor et de  Mullberg sont créées le 1er juin 1922 après le démantèlement de l'arrondissement de Friedeburger Wiesmoor. Une église luthérienne est construite au bord du canal Nordgeorgsfehn en 1929/1930 dans le centre-ville. La première banque (caisse d'épargne) ne s'est installée qu'en 1924. L'arrivée continue d'ouvriers a conduit à la création d'un nouveau quartier au sud de l'agglomération, le quartier de Rammsfehn, au début des années 1930.
Pendant le régime nazi, des travailleurs astreints au service obligatoire ont été utilisés pour l'exploitation des tourbières, aux côtés de volontaires. Ainsi, durant l'été 1935, un camp de baraques accueillent une cinquantaine de jeunes chômeurs berlinois. Ces jeunes travaillent dix semaines dans la tourbière et ont ensuite trois jours de congé, le salaire journalier s'élevant à quatre Reichsmark. Le terrain de sport de Wilhelmsfehn a été aménagé par ces mêmes chômeurs. À partir de 1940, les jeunes femmes sont enrôlées de force dans le cadre du Reichsarbeitsdienst. Pendant la guerre, un camp de travail pour les travailleurs étrangers est installé à Wiesmoor. Trois prisonniers français s'en échappent le 30 juin 1942, sans que l'on sache ce qu'il est advenu d'eux.
Pendant la Seconde Guerre mondiale, Wiesmoor n'a guère été touché par les combats, hormis quelques bombardements. A la fin de la guerre, début mai 1945, la ville est occupée par des troupes canadiennes et polonaises.

### Depuis la Seconde Guerre mondiale
Après-guerre, la production d'électricité à partir de la tourbe est cependant devenue de moins en moins rentable. Pour cette raison, la Nordwestdeutsche Kraftwerke cesse l'extraction de la tourbe en 1964. Afin de garantir à la fois la production d'électricité et les emplois, la Norddeutsche Kraftwerke prévoit, à partir de 1962, de construire à Wiesmoor une centrale nucléaire d'une puissance de 40 MW pour remplacer la centrale à tourbe. Ces projets ont toutefois été rapidement abandonnés car la rentabilité d'une petit centrale nucléaire n'était pas garantie. De plus, l'approvisionnement en eau de refroidissement aurait également été problématique. Au lieu de cela, la centrale sur tourbe, démolie en 1964, a été remplacée par une centrale à turbine à gaz de 25 MW.
La commune n'a cependant pas connu de déclin économique grâce au développement du tourisme, Wiesmoor étant ainsi l'une des premières communes de Frise orientale, non située sur le littoral, à miser sur cette activité. Par ailleurs, dans les années 1960, d'autres entreprises industrielles se sont installées, mais ont dû cesser leur production dans les décennies suivantes. Il s'agissait notamment de petites usines textiles, dont une filiale du fabricant Klaus Steilmann, ainsi que l'une des trois filiales est-frisonnes (avec Leer et Norden) du fabricant de machines à écrire Olympia Werke. En revanche, l'entreprise de transport routier Bohlen et Doyen, fondée en 1950 par Heinrich Bohlen et Heinrich Doyen, s'est développée et reste, aujourd'hui, le plus gros employeur privé de la ville.
À partir de 1964, un bataillon de défense anti-aérienne s'installe dans la Fehnkaserne nouvellement construite au sud de Wiesmoor. Le bataillon fait partie de la stratégie de défense antiaérienne de l'OTAN, pendant la guerre froide. Outre les membres de l'armée de l'air, des soldats américains sont stationnés dans la caserne, car des missiles à ogives nucléaires sont stockées dans la région isolée de Wiesmoor.
Dans les années 1990, Wiesmoor a dû faire face à deux crises économiques. La fin de la guerre froide a entraîné la fermeture de la base militaire Fehn en 1993, la production d'électricité s'arrête en 1995 et entraîne la démolition de la centrale électrique à turbine à gaz la même année. En revanche, l'horticulture qui s'est développée à l'origine grâce à la chaleur fournie par cogénération constitue encore aujourd'hui un des piliers économiques de la ville.

### Héraldique

Blason de Wiesmoor

Les armes de Wiesmoor se blasonnent ainsi : "Sous un chef d'écu noir avec un éclair d'or sortant de la bordure gauche de l'écu, d'or au coq de bruyère noir armé de rouge". Le vert et jaune sur le drapeau de la ville sont une référence à la Norddeutsche Kraftwerke.

## Démographie[2],[1]
| Année | Habitants |
| ----- | --------- |
| 1914  | 151       |
| 1919  | 383       |
| 1939  | 905       |
| 1949  | 905       |
| 1961  | 5 738     |
| 1970  | 7 177     |
| 1985  | 10 505    |
| 1991  | 10 922    |
| 2001  | 12 875    |
| 2007  | 13 128    |
| 2017  | 13 743    |

## Politique
Si la Frise orientale est un bastion traditionnel du SPD, dans les arrondissement de Wittmund, la partie orientale de l'arrondissement de Leer et certaines parties de l'arrondissement d'Aurich, dont Wiesmoor, la CDU est une force politique importante et devance généralement légèrement le SPD lors des élections.
Le conseil municipal de Wiesmoor compte 30 membres, dont 14 sièges remportés par le SPD aux dernières élections du 1er novembre 2021. Le maire actuel est le candidat sans étiquette Sven Lübbers. Il succède au maire SPD Friedrich Völler (2014-2021).

## Points d'intérêts
- La fête des fleurs, organisée par l'association des transports et du patrimoine, a lieu le premier week-end de septembre, pendant cinq jours consécutifs. Créée en 1951, cette fête attire chaque année des milliers de touristes dans la station climatique. L'un des points forts de cette manifestation de cinq jours est le corso fleuri, consacré chaque année à un thème différent. A cette occasion, une miss de la fête des fleurs est élue[3].
- La Halle des fleurs est considéré comme l'un des emblèmes de la ville. Elle a été construite en 1969 pour accueillir des expositions temporaires. Sa surface est d'environ 1500 m². En 2007, la halle aux fleurs a été prolongée d'un parc de 5 ha. La halle aux fleurs et le parc attenant forment le "Royaume des fleurs".La Halle des fleurs

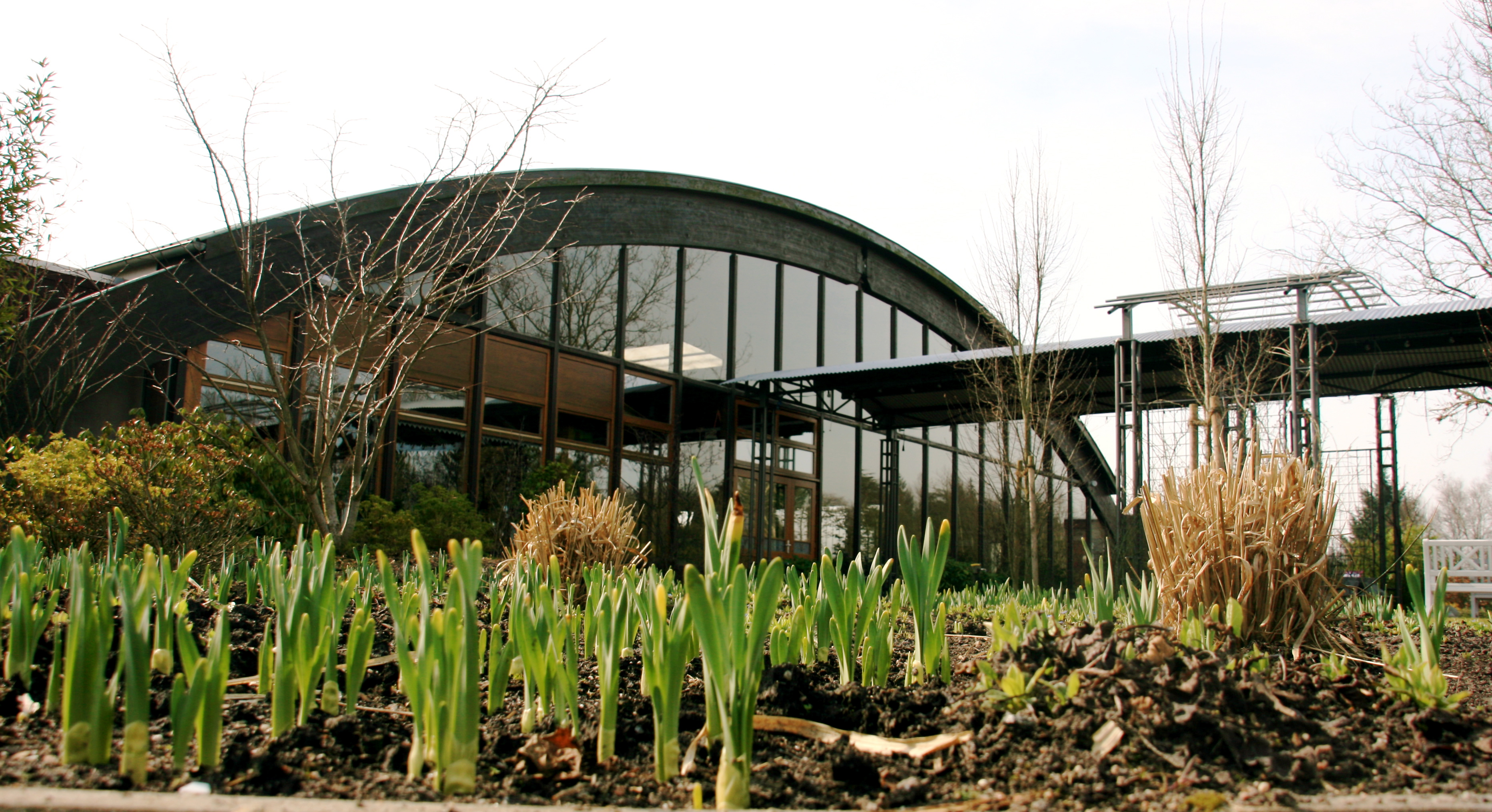
La Halle des fleurs

- La base nautique et le lac de l'Ottermer sont situés sur le ban communal. Depuis 2006, la commune partage également avec sa voisine Großefehn une aire naturelle protégée, la Wiesmoor-Klinge, qui s'étend  au total sur 351 Ha.
- L’Écomusée de la Tourbe et de l'Habitat : fondé en 1980, il relate l'histoire de la colonisation du marais à partir de 1780.
- Trois véloroutes traversent la ville : la Deutsche Fehnroute[4], le Tour de Fries et la piste cyclable Rad up Pad.

## Économie

### Tourisme et commerces
En tant que station climatique reconnue par l’État et offrant toute une série de curiosités et de possibilités de loisirs, Wiesmoor est devenue une destination de vacances. En 2007, Wiesmoor a enregistré 41.000 nuitées dans des hébergements professionnelles et 65.000 à 70.000 nuitées supplémentaires dans des hébergements plus petits. La durée moyenne du séjour est de 2,9 jours. La principale rue commerçante est la Hauptstraße (B 436), sur les deux côtés de laquelle s'alignent des magasins spécialisés et des grandes surfaces. D'autres commerces de détail se trouvent dans la zone industrielle du quartier de Wiesederfehn, ainsi qu'un grand magasin de meubles dans le quartier de Voßbarg.

### Industrie, bâtiment et extraction minière
L'extraction industrielle de la tourbe est toujours d'actualité à Wiesmoor. La société Aurich-Wiesmoorer Torfvertriebs GmbH exploite des gisements à la périphérie de la ville. La tourbe est utilisée comme amendement agricole et engrais, mélangée à du fumier de bovins. La plus grande entreprise privée de Wiesmoor est l'entreprise Bohlen et Doyen dont le siège est à Wiesmoor. Initialement spécialisée dans le transport routier, elle est aujourd'hui active dans le secteur de l'énergie et de la construction.

### Horticulture et agriculture
L'horticulture a toujours été une activité phare de la commune. Plusieurs entreprises horticoles se sont associées à des horticulteurs d'autres localités pour former la coopérative Nordwest-Blumen. Ensemble, ces sociétés disposent de la plus grande surface continue sous verre d'Europe, qui s'étend dans la ville sur 80.000 m².
L'agriculture locale est en outre essentiellement tournée vers l'industrie laitière. Outre les prairies, on trouve également des surfaces cultivées pour des plantes fourragères dont le maïs.

## Religion
Wiesmoor fait partie de l'arrondissement ecclésiastique d'Aurich qui compte environ 73.000 paroissiens. Les arrondissements d'Aurich et de Wittmund ont le pourcentage le plus élevé de luthériens (par rapport à la population totale) de toute l'Allemagne. Aujourd'hui, environ 90 pour cent des habitants de Wiesmoor sont membres de l'Église protestante luthérienne. La commune compte trois paroisses luthériennes, dont la plus ancienne, celle de la paroisse de Marcardsmoor, abrite un orgue des facteurs P. Furtwängler & Hammer de Arnum. 

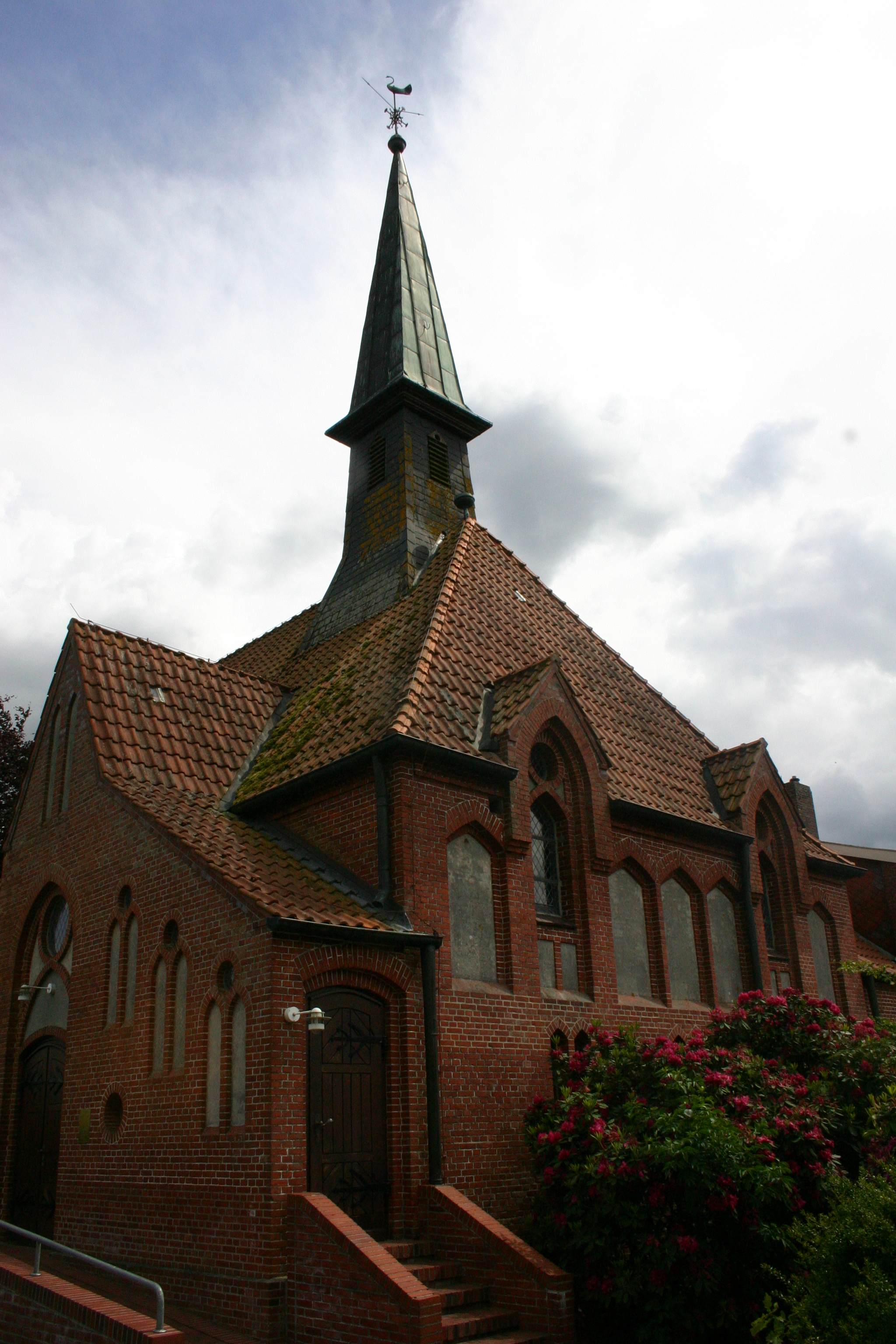
Église néogothique luthérienne de Marcardsmoor

Environ 4% des habitants sont de confession catholique. La première église catholique a été construite en 1913 par des travailleurs immigrés polonais. elle a également servi durant la première guerre mondiale pour les prisonniers de guerre catholiques. Après-guerre, cette paroisse a connu un afflux de fidèles (réfugiés de guerre catholiques et impatriés de Silésie), une nouvelle église a alors été construite. Depuis 2007, cette église fait partie d'une communauté de paroisses avec Aurich, Wittmund et Neustadtgödens.
Le reste se répartit entre d'autres communautés religieuses, dont depuis une paroisse évangéliste méthodiste d'une trentaine de membres, une communauté néo-apostolique qui gère une école privée et le groupe des personnes sans confession.

## Personnalités liées à la commune
La poétesse dialectophone Greta Schoon (1909-1991) a travaillé comme infirmière pendant 10 ans à Wiesmoor. Elle a été récompensée à plusieurs reprises pour ses créations littéraires : elle est récipiendaire des prix Freudenthal (1980), Klaus-Groth (1981) et Prix Roswitha (1984). L'auteure de littérature enfantine et illustratrice Andrea Reitmeyer (1979- ) a également passé son enfance dans la commune.

## Jumelages
- Turek (Pologne) depuis 1991
- Budenheim (Allemagne)
- Woltersdorf (Allemagne)

## Sources et références
1. 1 2 3 4  (de) Karl Heinz, « Wiesmoor, Stadt Wiesmoor, Landkreis Aurich » [PDF]
2. ↑  (de) « Unsere Stadt », sur www.stadt-wiesmoor.de (consulté le 31 août 2022)
3. ↑  (de) « Wie war das Jahr als Blütenkönigin von Wiesmoor? », sur www.ga-online.de (consulté le 31 août 2022)
4. ↑  (de) « Deutsche-Fehnroute »
5. ↑  (de) « Wiesmoor Turismus GmbH », Ostfriesischer Kurier,‎ 17 mars 2008, p. 23
6. ↑  « Katalog der Deutschen Nationalbibliothek », sur portal.dnb.de (consulté le 31 août 2022)
7. ↑  « Katalog der Deutschen Nationalbibliothek », sur portal.dnb.de (consulté le 31 août 2022)

- (de) Cet article est partiellement ou en totalité issu de l’article de Wikipédia en allemand intitulé « Wiesmoor » (voir la liste des auteurs).